# هيمان مينسكي
هيمان فيليب مينسكي (بالإنجليزية: Hyman Philip Minsky) (وُلد في 23 سبتمبر عام 1919 – تُوفي في 24 أكتوبر عام 1996). كان اقتصاديًا أمريكيًا، وأستاذًا جامعيًا ضمن كلية الاقتصاد في جامعة واشنطن في سانت لويس، وباحثًا علميًا في معهد «ليفي إيكونوميكس» التابع لكلية براد. حاول في بحثه تقديم فهم وشرح لسمات الأزمات المالية، والتي عزاها إلى تقلبات محتملة ضمن النظام المالي الهش. يُوصف مينسكي أحيانًا بكونه اقتصاديًا بعد كينزي، إذ إنه في التقليد الكينزي، أيّد تدخل الحكومة في الأسواق المالية، وعارض بعضًا من سياسات رفع القيود المالية التي شاعت في ثمانينيات القرن الماضي، وشدّد على أهمية الاحتياطي الفدرالي بكونه آخر ملاذ للمُقرض، وحاور ضد زيادة تراكم الدين الخاص في الأسواق المالية.
تم تجاهل نظريات مينسكي الاقتصادية لعقود، حتى حصلت أزمة الرهن العقاري في عام 2008، والتي أعادت الاهتمام بها مجددًا.

## التعليم
ولد مينسكي في شيكاغو، إلينوي، لعائلة من المهاجرين المناشفة من بيلاروسيا. كانت أمه دورا زاكون عضوًا فاعلًا في حركة اتحاد العمال الناشئة. كان أبوه سام مينسكي ناشطًا في القسم اليهودي من الحزب الاشتراكي في شيكاغو. في عام 1937، تخرج مينسكي من ثانوية جورج واشنطن في نيويورك سيتي. في عام 1941، حصل مينسكي على شهادة البكالوريوس في الرياضيات من جامعة شيكاغو، واستكمل دراسته للحصول على شهادتي الماجستير والدكتوراه في الاقتصاد من جامعة هارفارد، إذ تتلمذ على يدَي كل من جوزيف شومبيت، ودوفاسيلي ليونتييف.

## المهنة
درّس مينسكي في جامعة براون بين عامي 1949 و1958، وكان أستاذًا مساعدًا في الاقتصاد في جامعة كاليفورنيا، بيركلي بين عامي 1957 و1965. في عام 1956، أصبح أستاذًا للاقتصاد في جامعة واشنطن في سانت لويس، وتقاعد من هناك في عام 1990. كان -حين تُوفي- باحثًا متميزًا في معهد ليفي إيكونوميكس التابع لكلية براد، وعمل مستشارًا للجنة المال والائتمان بين عامي 1957 و1961 خلال عمله في بيركلي.

## النظرية المالية
اقترح مينسكي ربط هشاشة الأسواق المالية ضمن دورة الحياة الطبيعية للاقتصاد بمضاربة الفقاعة المالية الداخلية للأسواق المالية. أوضح مينسكي أن ازدياد التدفق النقدي للشركات إلى ما يفوق حاجتها اللازمة لسداد الديون خلال الأوقات المزدهرة سيشكل «وفرة طائشة»، وعندما تتجاوز الديون ما يمكن للمقترضين سداده من خلال عائداتهم المالية، ستتشكل أزمة مالية. نتيجة لمثل هذه الفقاعات من الاقتراض والمضاربة، سيقلل كل من البنوك والمقرضين وفرتهم الائتمانية، حتى بالنسبة للشركات التي بوسعها تحمل القروض، وبالتالي ينكمش الاقتصاد.
هذه الحركة البطيئة للنظام المالي من الاستقرار إلى الهشاشة، التي يليها أزمة مالية، هي فكرة اشتهر بها مينسكي، وتشير عبارة «لحظة مينسكي» إلى هذا الجانب من عمله الأكاديمي.
قال هنري كوفمان، وهو مدير مالي واقتصادي في وول ستريت: «لقد قدّم رؤىً جيدة خلال ستينيات القرن الماضي وسبعينياته، عندما لم تكن الروابط بين الأسواق المالية والاقتصاد مفهومة بشكل جيد كما هي الآن»، وأضاف: «أظهر لنا مينسكي أن باستطاعة الأسواق المالية التجاوز في حركتها إلى حد الإفراط، وأكد أهمية كون الاحتياطي الفدرالي مقرضًا أخيرًا».
جمع نموذج النظام الائتماني لمينسكي، والذي أطلق عليه اسم «نظرية اللاستقرار المالي»، عددًا من الأفكار التي كان يتداولها كل من جون ستوارت مل، وألفريد مارشال، وكنوت ويكسل، وإرفنغ فيشر. كتب مينسكي في عام 1974: «إن تأرجح النظام المالي بين المتانة والهشاشة سمة أساسية في اقتصادنا، وهذه التقلبات هي جزء متكامل من العملية التي تخلق الدورات الاقتصادية».
مخالفًا في الرأي العديدَ من اقتصاديي عصره، جادل بأن تلك التقلبات والازدهارات والإفلاسات التي ترافقهم هي نتيجة حتمية لما يدعى باقتصاد السوق المفتوح، إلا في حال تدخل الحكومة لفرض سيطرتها عليهم، عبر التنظيم المالي، ونشاط البنك المركزي، وأدوات أخرى. دخلت هذه الآليات حيز الوجود ردًا على أزمات مثل الذعر المصرفي الأمريكي عام 1907، والكساد الكبير. عارض مينسكي رفع القيود الذي تميزت به ثمانينيات القرن الماضي.
ساعدته الندوات التي أُقيمت في جامعة كاليفورنيا، بيركلي، من قبل مديري مصرف أمريكا، على تطوير نظرياته بخصوص الإقراض والنشاط الاقتصادي، وآراء طرحها عبر كتابين هما: جون مونيارد كينز (1975)، وهو دراسة كلاسيكية حول ذلك الاقتصادي ومساهماته، وكتاب حفظ توازن اقتصاد غير مستقر (1986)، وأكثر من مئة مقال تخصصي.

### مزيد من الأعمال
تمتعت نظريات مينسكي ببعض الشهرة، لكن كان لها تأثير بسيط في الاقتصاد السائد، أو سياسة البنك المركزي.
عبّر مينسكي عن نظرياته شفهيًا، ولم يبنِ نماذج رياضيّة على أساسها. فضّل مينسكي استخدام ميزانيات عمومية متطابقة عوضًا عن المعادلات الرياضية في تجسيد نظرياته الاقتصادية: «إن البديل عن بدء النظريات حول نظريات الاقتصاد الرأسمالية، عبر فرض وظائف نفعية في الواقع، ووظائف إنتاج تدّعي الرأسمالية، يكون من خلال البدء بميزانيات عمومية متطابقة للاقتصاد». بناءً على ذلك، لم تُدمج هذه النظريات مع نماذج الاقتصاد السائدة، والتي لا تتضمن الدين الخاص عاملًا فيها.
لم تدخل نظريات مينسكي، التي تركّز على مخاطر الاقتصاد الكلي للفقاعات الاقتصادية في قيم الأسعار، في سياسة البنك المركزي. لكن مع يقظة الأزمة المالية في عامي 2007-2008، زاد الاهتمام بتبعات السياسة التي تطرحها نظرياته، مع دعوة بعض العاملين في البنك المركزي إلى تضمين عامل مينسكي في سياسة البنك.

## نظريات مينسكي وأزمة الرهن العقاري

### فرضية مينسكي لعدم الاستقرار المالي
تلقت نظريات مينسكي حول تراكم الدين اهتمامًا من جانب الإعلام خلال أزمة الرهن العقاري في العقد الأول من القرن الحالي. أطلقت عليها صحيفة ذا نيويوركر اسم «لحظة مينسكي».
أوضح مينسكي أن الآلية الأساسية التي تدفع بالاقتصاد تجاه الأزمة هو تراكم ديون القطاع غير الحكومي. ألقى مينسكي الضوء على ثلاثة أنواع من المقترضين الذين يساهمون في تراكم العجز المالي، وهم: المقترضون المحوّطون، والمقترضون المضاربون، والمقترضون البونزيون.
يمكن للمقترضين المحوطين إجراء دفعات تسديد الديون، التي تغطي الفائدة ورأس المال، عبر التدفق النقدي القادم من الاستثمارات، أما بالنسبة للمقترضين المضاربين، فإن التدفق النقدي القادم من الاستثمارات يمكن أن يخدم الدين، مثل تخفيض الفائدة المستحقة، لكن على المقترض أن يعتمد مجددًا بصورة منتظمة، أو يعيد اقتراضه لرأس المال، أما مقترض بونزي (المسمّى حسب تشارلز بونزي)، فهو يقترض بناءً على الاعتقاد أن تقدير قيمة الأصل سيكون كفيلًا لإعادة تمويل الديون، لكنه لن يكون قادرًا على إيفاء مدفوعات كفيلة بتسديد الفائدة أو رأس المال عبر التدفق النقدي القادم عبر الاستثمارات؛ وحده تقدير قيمة الأصل يمكنه إبقاء مقترض بونزي عائمًا.
في حال راج استخدام تمويل بونزي بصورة عامة في النظام المالي، فإن خيبة الأمل التي لا مفر منها لمقترض بونزي ستسبب الاستحواذ على النظام: مع انفجار الفقاعة، عندما تتوقف أسعار الأصول عن الارتفاع مثلًا، لن يتمكن المقترض المضارب من إعادة تمويل رأس المال بعد ذلك، حتى لو كان بمقدوره تغطية نفقات الفائدة. كما لو كان خطًا من أحجار الدومينو، فإن انهيار المقترض المضارب يمكن أن يُسقط معه المقترضين المحوّطين غير القادرين على إيجاد القروض بصرف النظر عن السلامة الواضحة لاستثماراتهم.

## روابط خارجية
- هيمان مينسكي على موقع إن إن دي بي (الإنجليزية)